# Американские мастера

Предыдущий логотип

«Американские мастера» — телесериал PBS, в котором публикуются биографии выдающихся писателей, музыкантов, художников и артистов, драматургов, режиссёров и тех, кто оставил неизгладимый след в культурном ландшафте США. Произведён каналом WNET в Нью-Йорке. Шоу дебютировало на канале PBS в 1986 году.
Группы и организации, представленные в телесериале: Актёрская студия, группа писателей, критиков, комиков и актёров Algonquin Round Table, театральный коллектив Group Theatre, женский американский музыкальный коллектив Sweet Honey in the Rock, женская часть Tin Pan Alley, театральная группа Negro Ensemble Company, Джульярдская школа, авторы Бит-поколения, авторов-исполнителей 1970-х, Sun Records, водевиль и Warner Bros.

## История
Премьера телесериала «Американские мастера», «посвящённого величайшим коренным американским и получившим американское гражданство артистам», первоначально была запланирована на сентябрь 1985 года, но по «причинам логистического планирования» премьера была отложена до лета 1986 года, хотя 16 октября 1985 года в эфир вышел специальный выпуск «Американских мастеров» под названием «Аарон Копленд: Автопортрет».
Первым из 15 эпизодов первого сезона стал «Личные беседы», «документальное правдивое кино Кристиана Блэквуда, снятое в самой сложной кинематографической форме: фильм о фильме, в данном случае телевизионная версия „Смерти коммивояжёра“ режиссёра Фолькера Шлёндорфа». Он вышел в эфир 23 июня 1986 года как один из двух эпизодов, специально не предназначенных для первого сезона шоу.
Сьюзен Лейси, автор и исполнительный продюсер «Американских мастеров», отобрала каждую тему, привязала их к конкретным режиссёрам и руководила бюджетом первого сезона в размере 8 миллионов долларов. Перед созданием сериала Лейси была старшим разработчиком телесериала «Great Performances» и одним из «архитекторов» «American Playhouse», для которого написала оригинальное проектное предложение. Во время премьеры шоу она также была главой некоммерческой организации Sundance Institute на Восточном побережье.
После первых двух сезонов шоу «Американские мастера» начал самостоятельно продюсировать большинство своих серий; в этих случаях он нанимает директоров, организует финансирование, управляет бюджетом и контролирует редактирование; шоу оставляет за собой право делать окончательную версию каждого производимого им фильма. Продюсерская компания «Американских мастеров» иногда играет более ограниченную роль и является сопродюсером некоторых своих эпизодов, таких как документальный фильм 2005 года о Бобе Дилане «Нет пути назад» («No Direction Home»), и затем в 2010 году «When You’re Strange», посвящённый The Doors.

## Участники и проекты

### А
- «Аарон Копленд: Автопортрет»[9]
- «Алгонкинский круглый стол: Об алгонкинах»[10]
- «Александр Колдер»[11]
- «Алтея Гибсон»[12]
- «Альберт Эйнштейн: Каким я вижу мир»[13]
- «Американский театр балета: История»[14]
- Андре Кертес[15]
- «Арета Франклин: Королева соула»[16]
- «Артур Миллер, Элиа Казан и Чёрный список: Не бывает безгрешных»[17]

### Б
- «Бадди Гай: Блюз изгоняет хандру»[18]
- «Бакминстер Фуллер: Мысли вслух»[19] (10 апреля 1996 г.)
- «Баланчин»[20]
- «Баския: Ярость к богатству»[21]
- «Бастер Китон: Неповторимое представление»[22]
- «Безответные молитвы: Жизнь и времена Трумена Капоте»[23]
- «Бенни Гудмен: Приключения в королевстве свинга»[24]
- «Би Би Кинг: Жизнь Райли»[25]
- «Билл-Ти Джонс: Хороший человек»[26]
- «Билли Джин Кинг»[27]
- «Билли Холидей: Длинная ночь Леди День»[28]
- «Бинг Кросби: Открыт заново»[29]
- «Блюзленд: Портрет американской музыки»[30]
- «Боб Марли: Мятежная музыка»[31]
- «Бродвейские мечтатели: Наследие Group Theatre»[32]

### В
- «Взрывная красотка: История Хеди Ламарр»[33]
- «Внутренний гений: Сокровенная жизнь Гленна Гульда»[34]
- «Вуди Аллен. Документальный фильм» (20 и 21 ноября 2011 г.)[35]
- «Вуди Гатри: Ain't Got No Home»[36]

### Г
- «Гарольд Ллойд: Третий гений»[37]
- «Гаррисон Кейллор: Человек с радио в красных туфлях»[38]
- «Генри Люс и срок годности Америки: Видение империи»[39]
- «Герцог по имени Эллингтон»[40]
- «Гласс: Портрет Филиппа в двенадцати частях»[41]
- «Голдвин: Человек и его фильмы»[42]

### Д
- «Д. У. Гриффит: Отец кино»[43]
- «Джаспер Джонс: Идеи в красках»[44]
- «Джеймс Бирд: Первый гурман Америки»[45]
- «Джеймс Болдуин: Цена билета»[46]
- «Джеймс Браун: Soul Survivor»[47]
- «Джеймс Дин: Чувственные воспоминания»[48]
- «Джеймс Ливайн: Маэстро Америки» и «Джеймс Ливайн: Жизнь в музыке»[49]
- «Дженис: Маленькая девочка грустит»[50]
- «Джефф Бриджес: Чувак обретается»[51]
- «Джими Хендрикс: Услышь, как идёт мой поезд»[52]
- «Джин Келли: Анатомия танцора»[53]
- «Джоан Баэз: Как сладок звук»[54]
- «Джон Джеймс Одюбон: Картина с натуры»[55]
- «Джон Кассаветис»[56]
- «Джон Кейдж: Мне нечего сказать, и я говорю это»[57]
- «Джон Фогерти»
- «Джон Мьюр в новом мире»[58]
- «Джон Форд/Джон Уэйн: Создатель фильма и легенда»[59]
- «Джон Хэммонд: От Бесси Смит до Брюса Спрингстина»[60]
- «Джони Митчелл: Женщина сердца и разума»[61]
- «Джонни Карсон: Король позднего вечера»[62]
- «Джордж Лукас: Герои, мифы и магия»[63]
- «Джоффри: Индивидуалисты американского танца»[64]
- «Джуди Гарленд: Сама по себе»[65]
- «Джулия! Любимый шеф-повар Америки»[66]
- «Джульярд»[67]
- «Дональд Хьюитт: 90 минут о 60 минутах»[68] (1 мая 1998 г.)
- Доротея Ланж[69]
- «Дэвид Хокни: Цвета музыки»[70]
- «Дэнни Кэй: Наследие смеха»[71]
- «Дэшил Хэммет: Детектив. Писатель»[72]

### Ж
- «Жизнь и времена Аллена Гинзберга»[73]
- «Жизнь Лилиан Хеллман»[74]

### З
- «Зарисовки Фрэнка Гери»[75]
- «Зора Ниэл Хёрстон: Прыжок к солнцу»[76]

### К
- «Кит Харинг: Мальчик уличного искусства»[77]
- «Китайский Голливуд»[78]
- «Клинт Иствуд: Из тени»[79]
- «Куинси Джонс: В кармане»[80]
- «Кэб Кэллоуэй: Наброски»[81]
- «Кэри Грант: Высший класс»[82]
- «Кэрол Бёрнетт: Женщина с характером»[83]
- «Кэрол Кинг: Естественная женщина»[84]

### Л
- «Леонард Бернстайн: Достижение записей»[85]
- «Лиллиан Гиш: Актёрская жизнь для меня»[86]
- «Лина Хорн: В её голосе»[87]
- «Лон Чейни: Человек с тысячей лиц»[88]
- «Лоретта Линн: Всё ещё девушка гор»[89]
- «Лоррейн Хэнсберри: Зрячие глаза, чувственное сердце»[90]
- «Луиза Мэй Олкотт: Женщина, стоящая за „Маленькими женщинами“»[91]
- «Люсиль Болл: В поисках Люсиль»[92]

### М
- «Майлз Дэвис: Рождение кула»[93]
- «Майя Энджелоу: И всё-таки я поднимусь»[94]
- «Марвин Гэй: Что происходит»[95]
- «Марвин Хэмлиш: Что он сделал ради любви»[96]
- «Маргарет Митчелл: Американский бунтарь»[97]
- «Марта Грэм: Разоблачённая танцовщица»[98]
- «Мел Брукс: Наведём шум»[99]
- «Менухин: Семейный портрет»[100]
- «Мерл Хаггард: Учусь жить с самим собой»[101]
- «Мерс Каннингем: Танцевальная жизнь»[102]
- «Милош Форман: Портрет»[103]
- «Мир Нэта Кинга Коула»[104]
- «Мэрилин Монро: Натюрморт»[105]

### Н
- «Наварр Скотт Момадей: Слова медведя»[106]
- «Незабываемый Джордж Гершвин»[107]
- «Неизвестный Чаплин»[108]
- «Нет пути назад: Боб Дилан»[109]
- «Норман Лир: Ещё одна версия тебя»[110]

### П
- «Педро Э. Герреро: Путешествие фотографа»[111]
- «Письмо к Элиа. Размышления о Казан»[112]
- «Пласидо Доминго: Музыкальная жизнь»[113]
- «По Кьюкору»[114]
- «Путь к свету: Эдвард Ш. Кёртис и североамериканские индейцы»[115]
- «Пэтси Клайн»[116]

### Р
- «Ральф Эллисон: Путешествие по Америке»[117]
- «Рики Джей: Практический обман»[118]
- «Ричард Аведон: Свет и тьма»[119] (24 января 1996 г.)
- «Ричард Линклейтер: Мечта — это предназначение»[120]
- «Роберт Капа: В любви и на войне»[121]
- «Роберт Мазервелл и нью-йоркская школа: Штурм цитадели»[122]
- «Рэй Чарльз: Гений соула»[123]

### С
- «Сатчмо: Жизнь Луи Армстронга»[124]
- «Сидни Люмет»[125]
- «Создавая Дэвида Геффена»[126]
- «Список бумеров»[127]
- Стелла Адлер
- «Сэм Кук: Переход»[128]
- «Сэмми Дэвис-младший: Я должен быть собой»[129]
- «Сэнфорд Мейснер: Самая сокровенная тайна театра»[130]

### Т
- «Танакиль Леклер: День фавна»[131]
- «Томас Икинс: Движущийся портрет»[132]
- «Тони Беннетт: Музыка никогда не заканчивается»[133]

### У
- «Уилла Кэсер: Дорога — это всё»[134]
- «Уолтер Кронкайт: Свидетель истории»[135]

### Ф
- «Филип Джонсон: Автопортрет»[136] (30 июня 1986 г.)
- «Фрэнсис Скотт Фицджеральд: Зимние сны»[137]
- «Фэтс Домино и рождение рок-н-ролла»[138]

### Х
- «Харольд Клурман: Театральная жизнь»[139]
- «Хелен Хейс: Первая леди американского театра»[140]
- «Хичкок, Селзник и конец Голливуда»[141]

### Ч
- «Чарлз и Рэй Имзы: Архитектор и художник»[142]
- «Чудо на 44-й улице: Портрет Актёрской студии»[143]

### Э
- «Эй, Бу: Харпер Ли и „Убить пересмешника“»[144] (исходный выпуск 2012 года был обновлен в 2015 году, и в него была включена информация о публикации книги Ли «Пойди, поставь сторожа»)
- «Эдвард Р. Марроу: Этот репортёр»[145]
- «Элла Фицджеральд: То, ради чего стоит жить»[146]
- «Эль Гиршфельд: Королевская линия»[147]
- «Энни Лейбовиц: Жизнь сквозь линзу»[148]
- «Эрнест Хемингуэй: Реки к морю»[149]
- «Это Боб Хоуп…»[150]

### Я
- «Яростный зеленый огонь»[151]
- «Яша Хейфец: Скрипач от Бога»[152]

### A
- Atlantic Records: Дом, который построил Ахмет[153]
- «Cachao: Uno mas»[154]

### L
- «LennoNYC»[155]
- «Mailer on Mailer»[156]

### T
- «The Doors: When You’re Strange»[157]
- «The Highwaymen: Друзья до конца»[158]